# Princess Lover!
Princess Lover! (jap. プリンセスラバー!, Purinsesu Rabā!) ist ein Ren’ai-Adventure-Erogē des Spieleentwicklers Ricotta. Es wurde erstmals am 27. Juni 2008 für den PC als Spiel für Erwachsene veröffentlicht. Das Spiel wurde später durch verschiedene Medien wie Light Novels, Manga, Anime-Serie und OVA adaptiert.

## Spielmechanik
Das Spiel verwendet die übliche Spielmechanik von Ren’ai-Adventures: Das Spiel benötigt nur eine geringe Interaktion vom Spieler, der die meiste Zeit damit beschäftigt ist, die geschriebenen Dialoge und inneren Gedanken des Protagonisten am unteren Ende des Bildschirms zu lesen. In unregelmäßigen Abständen gelangt der Spieler schließlich an Entscheidungspunkte, bei denen er aus mehreren Optionen auswählen kann. Entsprechend seiner Wahl kann er den Verlauf der Handlung beeinflussen. Ausgehend von seiner Entscheidungen teilt sich die Handlung im fortgeschrittenen Spiel in vier unterschiedliche Handlungsstränge, die jeweils näher auf einen der weiblichen Protagonistinnen und der mit ihr verbundenen Geschichte eingeht. Um alle vier Handlungsstränge spielen zu können, muss der Spieler das Spiel folglich mehrmals durchspielen und die Handlung durch die richtige Auswahl an Optionen in die gewünschte Richtung lenken.

## Entwicklung
Princess Lover! ist das erste Spiel des neu formierten Spieleentwicklers Ricotta. Das kleine Entwicklerteam arbeitete unter der Führung von Shōta Onoue, der das Szenario entwarf und zuvor bereits für Tactics an Spielen wie Tenshi no Himegodo gearbeitet hatte. Die künstlerische Leitung übernahm Kei Komori, der auch das Design der Charaktere entwarf. Er hatte zuvor an mehreren Dōjin Games mitgewirkt, arbeitete später aber auch an dem zweiten Spiel von Ricotta Walkure Romanze.

## Veröffentlichungen
Erstmals wurde das Spiel am 27. Juni 2008 als Limited Edition veröffentlicht, die das Spiel auf einer DVD enthielt, welche unter Microsoft Windows auf dem PC spielbar war. Neben dem Spiel befand sich als Beigabe der Limited Edition auch die Maxi-Single Songs From Princess Lover! mit in der Packung.
Am 28. Januar 2010 erschien eine Umsetzung des Spiels für die PlayStation 2, die für alle Altersklassen geeignet ist. Dazu wurden bestimmte Handlungsabschnitte überarbeitet und erweitert sowie die Grafik insgesamt aufgefrischt. Neu hinzukommen ist ein weiterer Handlungsstrang, der die Geschichte von Ayano Kaneko verfolgt, die bisher nur eine Nebenrolle spielte. Am 8. November 2013 wurde die PC-Version in einer Download-Fassung erneut veröffentlicht.

## Adaptionen

### Light Novels
Das Spiel wurde als erstes vom Autor Utsusemi (空蝉) als Ab-18-Light-Novel-Reihe adaptiert. Die Zeichnungen, die die Geschichten illustrierten und den Einband schmückten, stammten von Hyūma Yoshi (吉 飛雄馬). Bisher wurden von dieser Reihe zwei Light Novels veröffentlicht, die von Kill Time Communication jeweils als normale Fassung und limitierte Auflage herausgegeben wurden. Die erste Sonderausgaben waren mit einer zusätzlichen Telefonkarte versehen, während die zweite zusammen mit einem Poster verkauft wurde.
- Princess Lover!: Sylvia van Hossen no Koiji (プリンセスラバー! シルヴィア＝ファン・ホッセンの恋路, 29. November 2008, ISBN 978-4-86032-667-8)
- Princess Lover!: Charlotte Hazelrink no Koiji (プリンセスラバー! シャルロット＝ヘイゼルリンクの恋路, 30. Mai 2009, ISBN 978-4-86032-751-4)

Eine dritte Reihe begann am 17. Juni 2009 mit der Veröffentlichung innerhalb der Zeitschrift Nijiken Dream Magazine, die ebenfalls von Kill Time Communication herausgegeben wird. Die Light-Novel-Reihe wird ebenfalls von Utsusemi geschrieben und von Hyūma Yoshi illustriert. Sie trägt den Titel Princess Lover!: Sylvia van Hossen no Koiji 2 (プリンセスラバー! シルヴィア＝ファン・ホッセンの恋路2).

### Visual Fan Book
Ein 135 Seiten starkes Visual Fan Book wurde am 2. Dezember 2008 von dem Unternehmen Max veröffentlicht. Wie für diese Art von Büchern üblich bestand der Inhalt zu einem großen Teil aus Illustrationen der Charaktere und Grafiken aus dem Spiel. Zwischen diesen reihten sich zusätzliche Erklärungen zu den Charakteren und der Handlung ein. Darüber hinaus finden sich auch Informationen zur Entstehung des Spiels, Interviews mit den Entwicklern, Entwurfsskizzen und als Bonus eine Kurzgeschichte mit dem Titel Little Princess! wieder.
- Princess Lover! Visual Fan Book (プリンセスラバー！　ビジュアルファンブック, 2. Dezember 2008, ISBN 978-4-903491-87-5)

### Manga
Princess Lover! wurde durch zwei voneinander unabhängige Manga-Reihen adaptiert. Die erste Manga-Reihe wurde vom japanischen Mangaka Naoha Yuiga (由雅 なおは) geschrieben und seit dem 20. März 2009 über den Dienst Media Factory Mobile! von Media Factory für Mobiltelefone zum Download angeboten. Eine zweite Manga-Reihe mit dem Titel Princess Lover! wurde innerhalb des Magazins Comic Valkyrie veröffentlicht, welches wie die Light Novels von Kill Time Communication verlegt wird. Gezeichnet wurde der Manga von Midorigimura (緑木邑).

### Anime
Das Spiel wurde zweimal als Anime verfilmt: 2009 als normale Fernsehserie und 2010 als pornografische (Hentai) OVA.

#### Fernsehserie
Das neu gegründete Animestudio GoHands produzierte die gleichnamige Anime-Fernsehserie Princess Lover!. Die Regie der auf 13 Folgen ausgelegten Serie führte Hiromitsu Kanazawa und das Drehbuch wurde von Makoto Nakamura geschrieben.
Offiziell angekündigt wurde der Anime auf der offiziellen Website im März 2009. Die erste Folge wurde noch vor der Fernsehausstrahlung, zusammen mit Umineko no Naku Koro ni, während einer öffentlichen Vorführung in Akihabara und auf der Veranstaltung TvK Anime Matsuri 2009, veranstaltet von TV Kanagawa, am 21. Juni 2009 gezeigt.
Die reguläre Ausstrahlung der Serie erfolgte vom 6. Juli bis 21. September 2009 kurz nach Mitternacht auf Chiba TV. Mit einer Stunde Versatz folgte TV Kanagawa, und binnen einer Woche Chukyo TV, Tokyo MX, Sun TV, AT-X und TV Saitama.

#### OVA
Princess Lover! ist das Debütwerk der Marke L. von Sakura Momoi, der zuvor Produzent bei den Hentai-Produktionsgesellschaften Pink Pineapple und ANIK (Himajin) war. Das Animationsstudio war Public Enemies, mit Manaka Toyota als Regisseur. Das Character Design stammt von Kazuya Kuroda. Der Vertrieb erfolgte über Marigold. Die erste Folge erschien am 17. September 2010 als limitierte Ausgabe und die zweite am 22. Oktober 2010, ebenfalls limitiert. Eine reguläre Ausgabe der ersten Folge erschien am 29. Oktober. Beide Folgen behandeln nur Sylvia van Hossen.
Eine weitere OVA mit Charlotte Hazelrink als weibliche Hauptrolle sollte ursprünglich im November 2011 folgen, wurde aber nie veröffentlicht.

## Synchronisation
| Rolle               | Japanischer Sprecher (Seiyū) | Japanischer Sprecher (Seiyū) | Japanischer Sprecher (Seiyū) |
| Rolle               | Computerspiel                | Fernsehserie                 | OVA                          |
| ------------------- | ---------------------------- | ---------------------------- | ---------------------------- |
| Teppei Arima        | –                            | Takuma Terashima             | Akira Ishida                 |
| Charlotte Hazelrink | Kazane                       | Ryōka Yuzuki                 | –                            |
| Sylvia van Hossen   | Suzune Kusunoki              | Megumi Toyoguchi             | Suzune Kusunoki              |
| Seika Hōjōin        | Fūri Samoto                  | Emiri Katō                   | –                            |
| Yū Fujikura         | Ayaka Kimura                 | Yuki Matsuoka                | –                            |